# Plainfield (Nowy Jork)
Plainfield – miasto w Stanach Zjednoczonych, w stanie Nowy Jork, w hrabstwie Otsego.